# Municipio de Ellendale (Carolina del Norte)
El municipio de Ellendale (en inglés: Ellendale Township) es un municipio ubicado en el  condado de Alexander en el estado estadounidense de Carolina del Norte. En el año 2010 tenía una población de 3.632 habitantes.

## Geografía
El municipio de Ellendale se encuentra ubicado en las coordenadas 35°55′24.47″N 81°15′50.31″O / 35.9234639, -81.2639750.